# 吉諾佩
吉諾佩（西班牙語：Güinope），是洪都拉斯的城鎮，位於該國南部，由埃爾帕拉伊索省負責管轄，始建於1821年5月16日，面積200.55平方公里，海拔高度1,355米，2001年人口6,936，人口密度每平方公里34.58人。
13°53′N 86°56′W / 13.883°N 86.933°W